# De Smurfjes
De Smurfjes is het dertiende stripalbum uit de reeks De Smurfen. Naast het titelverhaal bevat het album ook het verhaal De Robot Smurf. Het album werd voor het eerst uitgegeven in 1988 bij Dupuis. In 2011 verscheen een vernieuwde versie bij Standaard Uitgeverij, met nieuwe belettering en een opnieuw ingekleurde kaft met nieuw logo.
De hoofdpersonages van het titelverhaal, de Smurfjes, werden oorspronkelijk bedacht voor tekenfilmreeks van Hanna-Barbera. De personages ontstonden op een moment dat de tekenfilmstudio nieuwe personages bedacht om nieuwe verhalen te kunnen maken. De Smurfjes maakten hun debuut in de tekenfilmserie in 1985.

## De verhalen

### De Smurfjes
Driftige Smurf, Rustige Smurf en Natuur Smurf moeten van Grote Smurf een nieuwe zandloper halen bij Vadertje Tijd. Ze volgen Vlindy, de vlinder van Natuur Smurf in een grote klok, maar die klapt dicht en begint achteruit te tikken. Als de deur weer opent, zijn de Smurfen weer kinderen geworden. Terug in het dorp introduceren de Smurfjes hippe kledij en moderne muziek, maar het lijkt de Smurfin wat koud te laten: zij wil niet langer de enige vrouw zijn. De Smurfjes willen haar helpen, maar moeten daarvoor de toverformule van Gargamel stelen (zie De Smurfin). Gargamel merkt de diefstal op en betovert de blauwe klei die nodig is voor het maken van een Smurfin: als het middag wordt zal elk stukje blauwe klei dat in het daglicht komt ontploffen. Nietsvermoedend gaan de Smurfjes aan de slag met de klei: Sassette wordt geboren. De Smurfin is blij, Grote Smurf kwaad. Hij wil de blauwe klei analyseren en merkt de fout op. Hij kan op tijd een tegenmiddel over Sassette gooien. Gargamel snapt het niet en neemt wat blauwe klei ... die ontploft in zijn gezicht.

### De Robot Smurf
Knutselsmurf maakt een robot om zijn klusjes op te knappen. De Robotsmurf kan ook salsaparillasoep maken door op wat blaadjes te kauwen. De volgende dag gaan Robotsmurf en Knutselsmurf wandelen in het bos. Ze vinden er een oude, hulpbehoevende man, maar het blijkt Gargamel te zijn. Hij neemt de twee gevangen en besluit een valse Robotsmurf naar de Smurfen te sturen. Die maakt geen soep, maar gif. Knutselsmurf kan ontsnappen, maar het is te laat: de Smurfen hebben al gedronken en zijn veranderd in kleine monstertjes. De Smurfen trekken naar Gargamel, maar die beweert geen tegengif te hebben. De Robotsmurf brengt de oplossing: échte soep. Gargamel krijgt als straf zijn eigen gif te drinken.

## Tekenfilmversie
- De tekenfilmversie van De Smurfjes bestaat uit twee aparte verhalen, namelijk De Kleutersmurfen en Sassette. In de tekenfilm worden de Smurfjes Kleutersmurfen genoemd en belandt Gargamel bij zijn moeder na ontploffing van de klei, wat niet het geval is in het stripverhaal.
- In de tekenfilmversie van De Robotsmurf leert Robotsmurf al gauw nadat hij gemaakt is Prins Gerard (later bekend als Koning Gerard) kennen. Diens gemene tante heeft hem opgesloten en behandelt hem wreed. Robotsmurf bevrijdt hem en neemt hem mee naar het Smurfendorp. De Smurfen verslaan Gerards tante en prins Gerard wordt koning Gerard.
- Gargamel en Azraël komen niet voor in de tekenfilmversie.